# André Bergdølmo
André Bergdølmo (Skjetten, 13 oktober 1971) is een Noors voormalig betaald voetballer die bij voorkeur in de verdediging speelde. Hij was van 1991 tot en met 2008 actief als prof voor achtereenvolgens Lillestrøm SK, Rosenborg BK, AFC Ajax, Borussia Dortmund, FC Kopenhagen en Strømsgodset IF. Daarnaast speelde hij 63 interlands voor het Noors voetbalelftal van 1997 tot en met 2005.

## Clubcarrière
Nadat hij in de amateurs van Skjetten had gespeeld, werd hij in 1991 door Lillestrøm SK ontdekt. Hij speelde hier 115 wedstrijden in zes seizoenen, voor hij naar de Noorse grootmacht Rosenborg BK ging. In de 83 wedstrijden hier maakte hij zoveel indruk, dat hij in de zomer van 2000 verhuisde naar Ajax, alwaar André drie seizoenen speelde. Hij maakte zijn debuut in de met 5-0 gewonnen thuiswedstrijd tegen Fortuna Sittard op 22 augustus 2000. Meer dan een jaar later, op 25 november 2001, scoorde hij zijn eerste doelpunt voor de Amsterdamse club. Hij scoorde de eretreffer in de met 1-3 verloren thuiswedstrijd tegen PSV.
In de zomer van 2003 verhuisde hij naar Borussia Dortmund, na 66 wedstrijden voor Ajax, omdat hij onder meer door de komst van Zdeněk Grygera en Julien Escudé niet meer nodig was. In de zomer van 2005 vertrok hij naar FC Kopenhagen. In maart 2007 keerde hij terug naar zijn vaderland waar hij tot het einde van 2008 uit zou komen voor Strømsgodset IF. Hierna hing hij zijn kicksen definitief aan de wilgen.
André Bergdølmo is sinds begin 2014 hoofdcoach van Kongsvinger IL.

## Interlandcarrière
Op 18 januari 1997 maakte Bergdølmo zijn debuut in het Noors nationaal elftal, in een vriendschappelijke wedstrijd tegen Zuid-Korea, die in Australië werd gespeeld. Hij trad in dat duel in de 79ste minuut aan als vervanger van Jonny Hanssen. Andere debutanten in dat duel waren Jørn Jamtfall (Rosenborg BK), Jonny Hanssen (Tromsø IL), Thomas Pereira (Moss FK), Stig Johansen (FK Bodø/Glimt), Roger Helland (SK Brann) en Trond Egil Soltvedt (Rosenborg BK) voor Noorwegen. Bergdølmo speelde in totaal 63 interlands voor zijn vaderland.

## Statistieken
| seizoen | club              | land                | competitie  | wed. | goals |
| ------- | ----------------- | ------------------- | ----------- | ---- | ----- |
| 1991    | Lillestrøm SK     | Vlag van Noorwegen  | Tippeligaen | 4    | 0     |
| 1992    | Lillestrøm SK     | Vlag van Noorwegen  | Tippeligaen | 19   | 0     |
| 1993    | Lillestrøm SK     | Vlag van Noorwegen  | Tippeligaen | 21   | 2     |
| 1994    | Lillestrøm SK     | Vlag van Noorwegen  | Tippeligaen | 21   | 1     |
| 1995    | Lillestrøm SK     | Vlag van Noorwegen  | Tippeligaen | 25   | 3     |
| 1996    | Lillestrøm SK     | Vlag van Noorwegen  | Tippeligaen | 25   | 3     |
| 1997    | Rosenborg BK      | Vlag van Noorwegen  | Tippeligaen | 23   | 1     |
| 1998    | Rosenborg BK      | Vlag van Noorwegen  | Tippeligaen | 24   | 1     |
| 1999    | Rosenborg BK      | Vlag van Noorwegen  | Tippeligaen | 25   | 0     |
| 2000    | Rosenborg BK      | Vlag van Noorwegen  | Tippeligaen | 11   | 0     |
| 2000/01 | AFC Ajax          | Vlag van Nederland  | Eredivisie  | 18   | 0     |
| 2001/02 | AFC Ajax          | Vlag van Nederland  | Eredivisie  | 32   | 5     |
| 2002/03 | AFC Ajax          | Vlag van Nederland  | Eredivisie  | 16   | 1     |
| 2003/04 | Borussia Dortmund | Vlag van Duitsland  | Bundesliga  | 16   | 0     |
| 2004/05 | Borussia Dortmund | Vlag van Duitsland  | Bundesliga  | 13   | 0     |
| 2005/06 | FC Kopenhagen     | Vlag van Denemarken | SAS Ligaen  | 27   | 2     |
| 2006/07 | FC Kopenhagen     | Vlag van Denemarken | SAS Ligaen  | 1    | 0     |
| 2007    | Strømsgodset IF   | Vlag van Noorwegen  | Tippeligaen | 6    | 6     |
| 2008    | Strømsgodset IF   | Vlag van Noorwegen  | Tippeligaen | 1    | 1     |
| Totaal  |                   |                     |             | 238  | 26    |

## Erelijst
| SEIZOEN | PRIJS/TITEL                      | TEAM          |
| 1997    | Noors landskampioen              | Rosenborg     |
| 1998    | Noors landskampioen              | Rosenborg     |
| 1999    | Noors landskampioen              | Rosenborg     |
| 2000    | Noors landskampioen              | Rosenborg     |
| 2001/02 | Nederlands landskampioen         | Ajax          |
| 2001/02 | Nederlandse beker                | Ajax          |
| 2002/03 | Nederlandse Johan Cruijff Schaal | Ajax          |
| 2002    | Noors Speler van het Jaar        |               |
| 2004/05 | Royal League                     | FC Kopenhagen |
| 2005/06 | Deens landskampioen              | FC Kopenhagen |
| 2005/06 | Royal League                     | FC Kopenhagen |